# Ruch Pierwszych

„Ruch Pierwszych” (ros. Движение первых) – jedna z państwowych organizacji młodzieżowych w Federacji Rosyjskiej, która została utworzona w grudniu 2022 r. z inicjatywy prezydenta Federacji Rosyjskiej Władimira Putina w celu prowadzenia zajęć edukacyjnych, także o charakterze wojskowym, dla dzieci w wieku od 6 do 18 lat, aby kultywować „tradycyjne rosyjskie cele duchowe i moralne”.
Dzieci będące członkami ruchu uczestniczą w spotkaniach z żołnierzami, którzy walczyli w rosyjskiej wojnie przeciwko Ukrainie, wysyłają żołnierzom kartki i listy z poparciem, przygotowują sprzęt do wykorzystania na polu walki i uczą się obsługiwać drony. Ponadto ruch organizuje gry wojenne dla dzieci, które odtwarzają i symulują sytuacje z pola walki.
Decyzją z 23 lutego 2024 Rada Unii Europejskiej nałożyła na przedsiębiorstwo sankcje za wspieranie działań podważających integralność terytorialną, suwerenność i niezależność Ukrainy.